# Bogata Serbia
Bogata Serbia (serb. Bogata Srbija / Богата Србија, BS) – serbska partia polityczna.
Partia powstała 6 czerwca 2011. Założył ją Zaharije Trnavčević, popularny dziennikarz telewizyjny, a także polityk związany przez lata z Partią Demokratyczną. Przed wyborami w 2012 BS przystąpiła do koalicji Preokret skupionej wokół Partii Liberalno-Demokratycznej, która w głosowaniu otrzymała około 6,5% głosów. Partii przypadł 1 z 19 mandatów uzyskanych przez tę koalicję, który obsadził jej lider. Bogata Serbia opuściła wkrótce sojusz z liberałami. W 2014 podpisała porozumienie wyborcze z Partią Demokratyczną. Działalność partii zanikła, w 2015 przyłączyła się do ugrupowania Treća Srbija.